# آردن چو
آردن چو (به انگلیسی: Arden Cho؛ زادهٔ ۱۶ اوت ۱۹۸۵) خواننده،  مدل و هنرپیشه اهل ایالات متحده آمریکا است. وی از سال ۲۰۰۴ میلادی تاکنون مشغول فعالیت بوده‌است.او بیشتر برای بازی در نقش کیرا یاکیمورا در سریال تین ولف شناخته میشود.

## حرفه
چو با قصد تحصیل در رشته وکالت در دانشگاه ایلینوی در اربانا-شمپین حضور یافت در آنجا بود که او اولین کلاس‌های تئاتر خود را گذراند و به این حرفه علاقه مند شد.او در سال ۲۰۰۷ در رشته حقوق فارغ التحصیل شد.

### بازیگری
چو پس از فارغ التحصیلی از دانشگاه، به لس آنجلس نقل مکان کرد.و تلاش کرد تا بازیگری را دنبال کند.او فعالیت خود را به عنوان بازیگر در سال ۲۰۰۸ و با بازی در فیلم کوتاه نخستین کراش من آغاز کرد.از دیگر نقش‌های مهم میتوان به پرو در دروغ‌گوهای کوچک زیبا و کیرا یاکیمورا در تین ولف اشاره کرد.

### مدلینگ
آردن چو در سال ۲۰۰۴ در مسابقات خانم کره در شیکاگو برنده شد و او توانست در مسابقه خانم کره در سئول شرکت کند.در سال ۲۰۱۰ کمپین  Clinique چو را به دلیل زیبایی صورتش برای نمایندگی از آسیا به عنوان مدل جدید برند لوازم آرایشی خود انتخاب کرد.همچنین چو در سال ۲۰۱۰ در ریباک کره و نایکی ژاپن به عنوان مدل حضور یافته‌است.

### موسیقی
آردن چو در سال ۲۰۱۱ اولین تک آهنگ خودش را منتشر کرد،چو خودش ترانه‌نویس و آهنگساز این اثر بود.او از سال ۲۰۱۱ تا اکنون در این حرفه مشغول فعالیت است.

### کسب و کار
در ۶ فوریه ۲۰۱۹،اعلام شد که چو مدیر عامل یک شرکت ساعت سازی در نیویورک شده‌است.

### ورزش
آردن چو دارای کمربند مشکی است و در کنار پدرش که یک استاد بزرگ است در حال آموزش است.

## فیلم‌شناسی

### فیلم
| سال  | نام                           | نقش          | یادداشت                              |
| ---- | ----------------------------- | ------------ | ------------------------------------ |
| ۲۰۰۶ | جدایی                         | بازیگر مهمان |                                      |
| ۲۰۰۸ | نخستین کراش من                | هیوری        | فیلم کوتاه                           |
| ۲۰۰۸ | هودرات ۲: مبارزه های هودرات   | میریام       |                                      |
| ۲۰۰۸ | بازی‌های جاسوسی                | تانیا        | فیلم کوتاه                           |
| ۲۰۰۹ | ماندگاری در ساحل              | لورا         | فیلم کوتاه                           |
| ۲۰۰۹ | فراموش شده                    | جین          | فیلم کوتاه                           |
| ۲۰۰۹ | وقتی لارا چارلی را ملاقات کرد | آردن         | فیلم مستند کوتاه                     |
| ۲۰۱۰ | کت خاکستری                    | جائی هی      | فیلم کوتاه                           |
| ۲۰۱۰ | من یک شاهزداه خانم نیستم      | آناسازیا     | فیلم کوتاه                           |
| ۲۰۱۱ | مگا پایتون مقابل گاتروید      | جیا          |                                      |
| ۲۰۱۲ | ماندویلا                      | مین یونگ کیم | فیلم کوتاه                           |
| ۲۰۱۲ | Picture Perfect               |              | فیلمی کوتاه برای آگاه سازی سرطان خون |
| ۲۰۱۳ | سقوط المپیوس                  | تیرانداز     | نقش کوتاه                            |
| ۲۰۱۳ | قانون‌شکنان بیتاون             | فرشته        |                                      |
| ۲۰۱۴ | در آسمان بنویسید              | ویجر         |                                      |
| ۲۰۱۶ | گیر                           | آلیشیا       | همچنین دستیار تولید                  |
| ۲۰۱۸ | لیست افتخار                   | لیانگ        |                                      |

### مجموعه تلویزیونی
| سال       | نام                 | نقش           | یادداشت                     |
| --------- | ------------------- | ------------- | --------------------------- |
| ۲۰۰۸      | تلویزیون دیوانه     | نقش مکمل      | فصل ۱۳، ۱۱ قسمت             |
| ۲۰۰۹      | سی‌اس‌آی: نیویورک     | جاهی پایک     | قسمت: خرابی ارتباطات        |
| ۲۰۱۱      | دروغ‌گوهای کوچک زیبا | پرو           | قسمت : کسی که مراقب من باشد |
| ۲۰۱۱      | ریزولی & ایسلس      | لی            | قسمت : بدترین دشمن من       |
| ۲۰۱۲      | قدم زدن در سالن ها  | کایلی         | فیلم تلویزیونی              |
| ۲۰۱۴-۲۰۱۶ | تین ولف             | کیرا یاکیمورا |                             |
| ۲۰۱۴      | قلعه                | کیارا         | قسمت : راه نینجا            |
| ۲۰۱۵      | هاوایی فایو-زیرو    | میا پرایس     |                             |
| ۲۰۱۶      | توئین فست           | لکسی          |                             |
| ۲۰۱۷      | دمدمی مزاج          | تونیا         | ۲ قسمت                      |
| ۲۰۱۷-۲۰۱۸ | خانم ۲۰۵۹           | آردن یانگ     |                             |

### بازی های ویدئویی
| سال  | نام         | نقش                                      | یادداشت |
| ---- | ----------- | ---------------------------------------- | ------- |
| ۲۰۱۳ | مهاجم مقبره | سامانتا نیشیمورا / استفانی / ملکه خورشید | صداپیشه |

### سریال های وب
| سال  | نام                   | نقش          | یادداشت |
| ---- | --------------------- | ------------ | ------- |
| ۲۰۱۰ | KTown Cowboys         | سارا         | ۴ قسمت  |
| ۲۰۱۲ | دبیرستان بازی ویدئویی | سریال کره ای | ۱ قسمت  |